# Oliba Cabreta
Oliba Cabreta ou Oliba de Besalú (c. 920 – Montecassino, Itália, 990) foi Conde de Cerdanha de 968 a 988 e Conde de Besalú de 984 até à abdicação em 988.

## Biografia
Foi o quarto filho do conde Miro II de Cerdanha e Ava. Durante a minoria dos filhos do casamento, a condessa, viúva, foi quem exercer o cargo de tutor.
No ano de 979 o conde Rogério I de Carcassonne cedeu-lhe pela força, o território de Capcir, e a partir de 984, com a morte dos seus irmãos sem deixar filhos, herdou todos os territórios destes. 
Fez duas viagens a Roma, em 968 fez a 1.ª viagem juntamente com o abade Garí de Cuixá. A 2ª viagem ocorreu 988, por ocasião da sua retirada da mundo mundano para ser apresentar como monge em Monte Cassino. Ao retirar-se para o mosteiro, a sua mulher passou a ser  regente dos condados, cargo que exerceu entre 988 e 994.

## Relações familiares
Foi filho de Miro II de Cerdanha (878 - 927) e de Ava. Foi casado com Ermengarde de Ampurias (c. 910 -?), filha Gausberto I de Ampúrias (c. 870 - 931), conde de  Ampúrias e Rossilhão e de Trutagrada, de quem teve:
1. Bernardo I Tallaferro (c. 970 - 1020), Conde de Besalú e Conde de Ripoll[1][2]. Casou em 992 com Toda da Provença (c. 960 -?), filha de Guilherme I de Arles e de Adelaide Branca de Anjou, filha de Fulque II de Anjou[3] (900 - 11 de Novembro de 958) e de Gerberga de Maine (915 -?)
2. Vifredo II de Cerdanha (m. 1050), Conde de Cerdanha, casou com Guisla de Paillards.
3. Oliva de Gerona (c. 971 - 1046), conde de Berga e Ripoll, bispo de Vich.
4. Berenguer de Elna (c. 960 - 1003), bispo de Elne.
5. Adelaide de Cerdanha (? - 1024), casada com João de Oriol, senhor de Ogassa.

De uma amante, Ingeberga de Besora teve uma filha ilegítima:
1. Ingeberga Cerdanha (? - 1046), abadessa do Mosteiro de San Juan de Ripoll.
2. Miro de Sisteron, Visconde de Sisteron, com descendência nos viscondes de Nice.